# حزب سبز اوکراین
حزب سبز اوکراین (اوکراینی: Партія зелених України، آوانگاری: Partiia zelenykh Ukrayiny) یک حزب سیاسی سبز در اوکراین است که در سال ۱۹۹۰ توسط یوری شرباک تأسیس شد و در ماه مهٔ ۱۹۹۱ به صورت رسمی به ثبت رسید. 
این حزب جانشین انجمن جهان سبز (تأسیس در ماه دسامبر ۱۹۸۷) است و تحت این نام به عنوان جزئی از بلوک دموکراتیک در انتخابات پارلمان اوکراین در سال ۱۹۹۰ شرکت کرد. انجمن جهان سبز به سرعت به حزب سبزهای اوکراین تغییر شکل داد.